# Obsc(y)re
Obsc(y)re es una banda originaria de Fráncfort del Meno, Alemania. Desde marzo de 1996 hasta nuestros días, Obsc(y)re sigue siendo una de las bandas más importantes en la escena synth pop y darkwave en Europa.
Actualmente se trata de un dúo formado por Roy Bergelt en los sintetizadores y Anne Wagner en la voz.

## Discografía
•	MCD Mystery April 1996

•	CD Obsc(y)redistan November 1996

•	MCD Hystory Juli 1996

•	CD Voyage December 1997

•	MCD New Life July 1998

•	CD Stronger January 1999

•	Hystory (Remake) October 1999

•	Compilation Review November 1999

•	MCD Lost in Space June 2000

•	MCD Forgive me September 2000

•	CD Heavenly Venture November 2000

•	Maxi CD/DVD Engel December 2003

•	CD ZENANA May 2004

•	CD Plichtveranstaltung 2006

•	CD Nymm3 (Compilation) 2006

•	MCD Aus der Traum 2007

- Datos: Q2087849